# Cycas beddomei
Cycas beddomei là một loài thực vật hạt trần trong họ Cycadaceae. Loài này được Dyer mô tả khoa học đầu tiên năm 1881.